# 2006年12月體育
| 2006年體育： | 1月 \| 2月 \| 3月 \| 4月 \| 5月 \| 6月 \| 7月 \| 8月 \| 9月 \| 10月 \| 11月 \| 12月 \| |
|              |                                                                                        |

## 12月17日
ING台北國際馬拉松比賽在台北市進行，肯亞馬拉松選手Luke Kibet、Jane Ekimat Auro分別在男子組與女子組中，締造新的大會紀錄，並順利在全程馬拉松比賽中二連霸；台灣馬拉松選手吳文騫與李映儒，則分別在半程馬拉松比賽的男子與女子組中順利奪冠。→維基新聞

## 12月14日
2006年亚洲运动会垒球比赛结束，日本队7：0击败中华台北获得冠军，中国队获第三名。

## 12月7日
2006年多哈亞運會馬術項目個人越野賽中，南韓選手金亨七的坐騎Bundaberg Black在跨越障礙時跌倒，他從馬背上跌下後身亡。路透社、蘋果日報

## 12月1日
- 第十五届亚洲运动会於卡達揭幕。新华网 Archive.today的存檔，存档日期2013-04-28